# Elita Sport
Elita Sport — українська гоночна команда, створена в Дніпропетровську в 1998 році. Бере участь в національних чемпіонатах України з ралі та кросу. Чемпіон України з ралі 2012 року.

## Історія
Гоночну команду Elita Sport було створено в Дніпропетровську в 1998 році на базі міського автомобільного клубу з метою популяризації та розвитку автоспорту в Україні. У 2004 році команда змінила назву на «Concord Racing Team» і була першою приватною автоспортивною командою України, але невдовзі знову повернулася до старої назви «Elita Sport».
В даний момент в автомобільного клубу є належна база для підготовки спортсменів, тренерів та суддів. Команда має власний спортивно-технічний центр, введений в експлуатацію на початку 2000 року. Він оснащений спеціальним інструментом і устаткуванням для підготовки та обслуговування спортивної техніки. Технічний персонал команди володіє багаторічним досвідом та інженерними знаннями в галузі форсування і доведення двигунів, трансмісій і ходової частини. Це дозволяє команді створювати справді чемпіонські автомобілі.

## Досягнення
Протягом спортивних сезонів 1998–2005 років Elita Sport брала участь в автомобільних змаганнях з автокросу та кільцевих гонок, що принесло команді серію перемог. Не пропустивши протягом цих років жодного етапу, які проводилися в обох чемпіонатах, спортсмени команди ставали або переможцями, або призерами змагань. Не раз під час нагородження всі три перші місця на подіумі займали спортсмени Elita Sport.
Починаючи з 2006 року команда постійно бере участь в національних змагання з ралі, серед яких Чемпіонат України та Кубок Лиманів.

## «Золотий сезон»
Сезон 2012 року став найуспішнішим за понад десятирічне існування команди. Спортсмени Elita Sport стали переможцями чемпіонату України з ралі в командному заліку. Також члени команди записали на свій рахунок й особисті перемоги у двох класах: міжнародному класі 5 та національному класі У4000. Трьома титулами за один сезон до цього могла похвалитися лише легендарна MacCoffee Rally Team за часів, коли в її складі виступали виступали Олександр Салюк-старший та Олександр Салюк-молодший. Як говорять фахівці, «вся статистика команди в сезоні 2012 року — не що інше, як підручник для раліста-початківця».
До складу команди, який виборов нагороди 2012 року, входили:
- Олександр Фельдман / Сергій Вовк (Subaru Impreza STi)
- Сергій Чорний / Олександр Завгородній (Subaru Impreza STi)
- Борис Ганджа / Сергій Потійко (Subaru Impreza STi)
- Дмитро Радзівіл / Олександр Новинський, Віктор Артемов, Любомир Шумаков (Ford Fiesta ST)